# Ogdenville
Ogdenville (también llamada Montebello y Villa Chica en Hispanoamérica) es una ciudad ficticia de la serie animada Los Simpson creada por Matt Groening. Se encuentra muy cerca del pueblo de la familia Simpson, al suroeste de Springfield; es parte del estado de North Takoma. Fue una de las primeras ciudades en el estado que tuvo un monorrail, junto con North Haverbrook y Brockway, pero todo fue un fracaso. La ciudad se repuso y ahora es muy importante.

## Historia
Fue nombrada por primera vez en el capítulo Marge vs. the Monorail, como una de las ciudades donde Lyle Lanley (Ricky Mandino en Latinoamérica) instaló un monorraíl. Ogdenville también ha sido mencionada en otros episodios de la serie como Saddlesore Galactica, Scenes from the Class Struggle in Springfield, Bart Star y To Surveil With Love. En el capítulo Eeny Teeny Maya Moe, Maya, la novia de Moe, era originaria de Ogdenville.
Esta ciudad ha sido una de las más nombradas de la serie, ya que además de los capítulos mencionados, es un gag recurrente. Fue mencionada en varias oportunidades en Los Simpson: la película. Es frecuentemente nombrada como una tienda de outlet y está separada de Springfield por un rocoso desierto. Esto se contradice en el episodio de la temporada veinte Coming to Homerica, en el cual esta ciudad limita con Springfield poseyendo una población mayoritaria de inmigrantes noruegos, los cuales subsisten exportando cebada a ciudades cercanas (de ahí el incidente que ocurre en dicho episodio).
Sus habitantes son muy fanáticos de los Minnesota Vikings.

## Menciones en episodios
- Marge vs. the Monorail
- Scenes from the Class Struggle in Springfield
- Saddlesore Galactica
- Bart Star
- To Surveil With Love
- Eeny Teeny Maya Moe
- Coming to Homerica.